# كفر النصيري
قرية كفر النصيرى هي إحدى القرى التابعة لمركز أبو كبير في محافظة الشرقية في جمهورية مصر العربية. حسب إحصاءات سنة 2006، بلغ إجمالي السكان في كفر النصيرى 2970 نسمة، منهم 1500 رجل و1470 امرأة.